# Tarcisio Stramare
Tarcisio Stramare (Valdobbiadene, 14 settembre 1928 – Imperia, 20 marzo 2020) è stato un presbitero, teologo e scrittore italiano.
Era considerato uno dei massimi studiosi, a livello internazionale, di giosefologia.

## Biografia
Studiò a Roma e a Gerusalemme. Religioso della Congregazione degli Oblati di San Giuseppe, venne ordinato sacerdote nel 1952. Dotto biblista, già negli anni settanta del Novecento fu chiamato ad occupare la cattedra di Sacra Scrittura presso la Pontificia Università Lateranense e, in seguito, presso la Pontificia Università Urbaniana e presso la Pontificia facoltà teologica "Marianum". Ricevette alcuni importanti incarichi dalla Santa Sede, sia nella Pontificia Commissione per la Neo-Volgata (dal 1973) della quale fu fino alla morte incaricato per le edizioni del testo sia l'incarico di Consultore della Santa Congregazione per le Cause dei Santi.
Tarcisio Stramare era Socio Ordinario della Pontificia Accademia di Teologia e dirigeva il Movimento Giuseppino, che, fondato nel 1963, divenne un importante organo della Congregazione degli Oblati di San Giuseppe, per lo studio e la diffusione del culto di San Giuseppe.
Svolse un'intensa attività di saggista e di pubblicista, legata soprattutto, ma non solo, alle sue profonde conoscenze della Scrittura e agli studi di josefologia. Fra questi ultimi si ricordano: San Giuseppe nella Sacra Scrittura, nella teologia e nel culto (1983), San Giuseppe nel mistero di Dio (1992), Gesù lo chiamò Padre. Rassegna storico-dottrinale su San Giuseppe (1997) e San Giuseppe, il santo più vicino a Gesù (2008). Di carattere più propriamente biblico sono: Matteo divorzista? Studio su Matteo, 5, 32 e 19, 9 (1986), La Teologia della Divina Rivelazione (2000), Il matrimonio della Madre di Dio (2001) e Via Crucis. Sulle orme del Redentore (2004).
La testimonianza e le riflessioni di Tarcisio Stramare hanno avuto, soprattutto a partire dalla fine degli anni novanta del Novecento, una notevole rilevanza mediatica, sia attraverso le reti radiofoniche che quelle televisive, nazionali e internazionali. Egli stesso apparve ripetutamente in programmi di ampia audienza, alcuni dei quali mandati in onda dalla RAI. Intensa è anche la sua partecipazione, in Italia e all'estero a simposi e congressi.
È morto il 20 marzo 2020, a Imperia, in seguito per complicazioni cardiache e COVID-19. Aveva 91 anni. .

## Tarcisio Stramare e San Giuseppe
Tarcisio Stramare ha sempre nutrito un profondo interesse per San Giuseppe, facendone conoscere la centralità della figura e del ruolo svolto nell'ambito del mistero divino della Salvezza. Se si prende in esame il nesso inscindibile esistente fra Incarnazione e Redenzione, San Giuseppe si evidenzia grazie al ruolo svolto di Padre putativo di Gesù, come un vero e proprio ministro della Salvezza. Tali impostazioni sono alla base della linea teologica seguita da Giovanni Paolo II nell'esortazione apostolica Redemptoris Custos (1989). 
Per Tarcisio Stramare la figura di San Giuseppe, nel mistero della Salvezza, riveste pertanto, fra i Santi,  un'importanza seconda solo a quella della Vergine Maria. L'amorevole cura e l'educazione che il Santo impartì a Cristo sono infatti altrettanto rilevanti della stessa procreazione e ne riaffermano l'indiscusso esercizio della paternità. Il rispetto verso gli esseri più fragili, i bambini, e la sacralità di ogni vita che viene messa al mondo sono in certo qual modo esaltati dalla figura di San Giuseppe e costituiscono un messaggio di sconcertante attualità.
Sulla base di tali considerazioni la figura del Santo, la più vicina a Cristo dopo quella della Vergine Maria nel corso della pur breve esistenza di Gesù, si impone alla considerazione dei fedeli quale santo patrono della Chiesa universale e modello insuperato di marito, padre ed educatore per ogni famiglia cristiana.

## Opere principali
- San Giuseppe nella Sacra Scrittura, nella teologia e nel culto, Milano, Piemme, 1983
- Matteo divorzista? Studio su Matteo, 5, 32 e 19, 9, Brescia, Paideia, 1986
- San Giuseppe nel mistero di Dio, Milano, Piemme, 1992
- La Santa Famiglia nel Mistero dell'Incarnazione, Napoli, EDI, 1994
- Gesù lo chiamò Padre. Rassegna storico-dottrinale su San Giuseppe, Roma, Libreria Editrice Vaticana, 1997
- Vangelo dei Misteri della Vita Nascosta di Gesù (Matteo e Luca I-II), Bornato in Franciacorta, Ed. Sardini, 1998
- La Teologia della Divina Rivelazione (IV edizione), Casale Monferrato, Ed. Portalupi, 2000
- Giuseppe lo chiamò Gesù, Casale Monferrato, Portalupi Editore, 2001
- Il matrimonio della Madre di Dio, Verona, Ed. Stimmatine, 2001
- Il mese di marzo dedicato a san Giuseppe, Editrice Shalom, Camerata Picena 2004
- Via Crucis. Sulle orme del Redentore, Roma, Libreria Editrice Vaticana, 2004
- San Giuseppe «Il custode del Redentore» e l'identità della Chiesa, Cinisello Balsamo, Edizioni San Paolo, 2005
- Scrutate le Scritture, Saggi di esegesi e di teologia biblica, Bornato in Franciacorta, Ed. Sardini, 2006
- San Giuseppe, il santo più vicino a Gesù, Torino, Elledici Editrice, 2008
- San Giuseppe. Dignità, privilegi, devozioni, Camerata Picena, Shalom, 2008
- San Giuseppe nei Santi Padri, negli scrittori ecclesiastici e teologi fino a San Bernardo, Napoli, Editrice Domenicana Italiana, 2009
- San Giuseppe. Fatto religioso e teologia, Editrice Shalom, Camerata Picena 2018